# غمزة كارامان
غَمْزَة كارامان (بالتركية: Gamze Karaman)‏ هي ممثلة وعارضة أزياء تركية ولدت في يوم 16 تشرين الأول 1982 في إسطنبول، مثلت دور أبيدي خاتون في مسلسل حريم السلطان.

## روابط خارجية
- غمزة كارامان على موقع IMDb (الإنجليزية)
- غمزة كارامان على موقع قاعدة بيانات الفيلم (الإنجليزية)